# Diecezja Pitigliano-Sovana-Orbetello
Diecezja Pitigliano-Sovana-Orbetello – łac. Dioecesis Pitilianensis-Soanensis-Urbetelliensis - diecezja Kościoła rzymskokatolickiego we Włoszech, w metropolii Sieny, w regionie kościelnym Toskania.
Diecezja Sovana została erygowana w VII wieku. W 1844 została zmieniona nazwa diecezji na Sovana-Pitigliano. W 1981 do nazwy dodano jeszcze -Orbetello. Ostateczną formę nazwa diecezji uzyskała 30 września 1986.
Od 2021 roku diecezja pozostaje w unii in persona episcopi z diecezją Grosseto. Obie administratury posiadają wspólnego biskupa diecezjalnego, jednak zachowały odrębne kurie i katedry.